# Вест Баунтифул (Јута)
Вест Баунтифул (енгл. West Bountiful) град је у америчкој савезној држави Јута.

## Демографија
По попису из 2010. године број становника је 5.265, што је 781 (17,4%) становника више него 2000. године.
| Група             | 2000.         | 2010.         |
| Белци             | 4.266 (95,1%) | 4.810 (91,4%) |
| Афроамериканци    | 1 (0,0%)      | 18 (0,3%)     |
| Азијати           | 25 (0,6%)     | 44 (0,8%)     |
| Хиспаноамериканци | 91 (2,0%)     | 242 (4,6%)    |
| Укупно            | 4.484         | 5.265         |